# Львів (моторвагонне депо)
Моторвагонне депо «Львів» — це виробничий структурний підрозділ філії «Приміська пасажирська компанія» в складі акціонерного товариства «Укрзалізниця», що спеціалізується на експлуатації, ремонті та обслуговуванні моторвагонного рухомого складу (електропоїздів, дизель-поїздів).

## Історія
Будівництво моторвагонного депо було розпочато в 1981 році та завершено в 1983 році. На момент створення в депо працювали 343 працівники. Рухомий склад на початку складався з поїздів серії СР-3 1949 року випуску, пізніше був поповнений електропоїздами серії ЕР-2. 1995 року електропоїзди серії СР-3 були замінені на електропоїзди серії ЕР-2, які надійшли з інших залізниць. У 1994 році депо отримало перший новий електропоїзд серії ЕР-2Т виробництва Ризького вагонобудівного заводу.
У 2008 році Моторвагонне депо «Львів» відсвяткувало своє 25-річчя. У першому кварталі 2008 року приписний парк підприємства поповнився новими електропоїздами серії ЕПЛ-2Т.
У 2009 році в депо збудували й відкрили мийний комплекс, метою якого є забезпечення круглорічної обмивки кузовів моторвагонного рухомого складу. Потужність мийного комплексу дозволяє опрацьовувати два електропоїзди на годину або 19 електропоїздів на добу. Гранична продуктивність — до 280 вагонів на добу.

## Рухомий склад
- Електропоїзди СР-3, ЕР1, ЕР2, ЕР2Т, ЕТ2Р, ЕПЛ2Т[4].